# Neomuscina inflexa
Neomuscina inflexa är en tvåvingeart som först beskrevs av Stein 1918.  Neomuscina inflexa ingår i släktet Neomuscina och familjen husflugor. Inga underarter finns listade i Catalogue of Life.